# Blütenweg Bergstraße

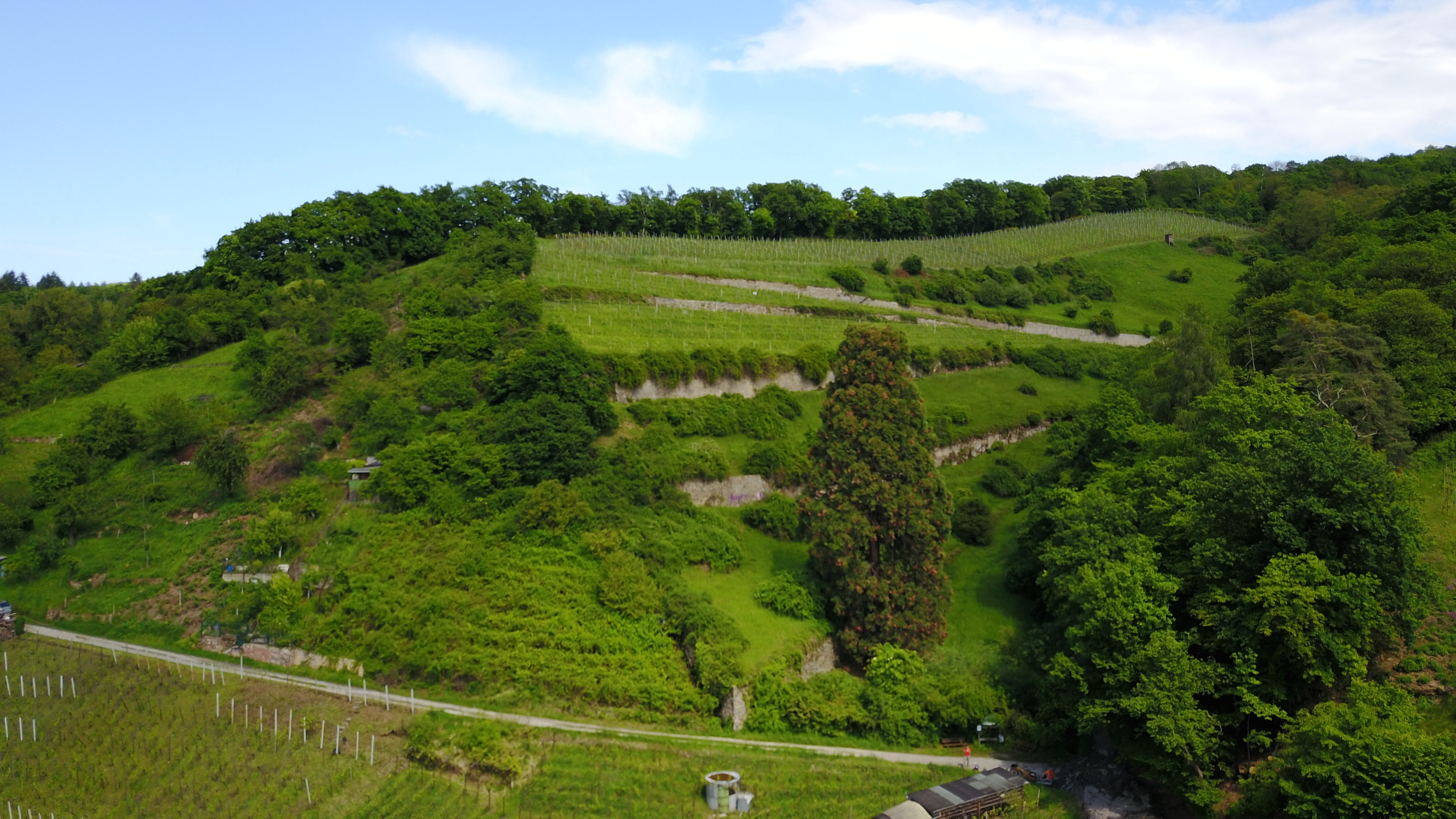
Der Blütenweg bei Schriesheim

Der Blütenweg Bergstraße (lokal meist einfach nur Blütenweg genannt) ist einer der 55 Hauptwanderwege des Odenwaldklubs (OWK). Er verläuft entlang der Bergstraße auf halber Höhe, hier und da durch die Weinberge und Streuobstwiesen, aber er durchquert viele Ortschaften auch im besiedelten Teil. Sein Startpunkt liegt in Darmstadt-Eberstadt an der Stelle, an der sich Modau und Bergstraße kreuzen, sein Ziel ist die Fußgängerzone in Wiesloch. Markiert wird der Blütenweg durch ein gelbes B auf weißem Grund.

## Ortschaften
Mit einer Gesamtlänge von 90 bzw. 95 Kilometern führt der vom OWK als HW03 bezeichnete Blütenweg den Wanderer von Nord nach Süd durch die folgenden 25 Ortschaften:
- Darmstadt-Eberstadt
- Malchen
- Seeheim
- Jugenheim
- Alsbach
- Zwingenberg
- Auerbach
- Bensheim
- Heppenheim
- Laudenbach
- Hemsbach
- Sulzbach
- Weinheim
- Lützelsachsen
- Hohensachsen
- Großsachsen
- Leutershausen an der Bergstraße
- Schriesheim
- Dossenheim
- Handschuhsheim
- Heidelberg
- Rohrbach
- Leimen
- Nußloch
- Wiesloch

Diese 25 Ortschaften sind nicht alle selbstständig und gehören den folgenden 16 Gemeinden (darunter 10 Städte) an: Darmstadt, Seeheim-Jugenheim, Alsbach-Hähnlein, Zwingenberg, Bensheim, Heppenheim, Laudenbach, Hemsbach, Weinheim, Hirschberg an der Bergstraße, Schriesheim, Dossenheim, Heidelberg, Leimen, Nußloch, Wiesloch.
14 der 16 Gemeinden sind kreisangehörig und liegen in den hessischen Kreisen Landkreis Darmstadt-Dieburg (1) und Landkreis Bergstraße (4) und im baden-württembergischen Rhein-Neckar-Kreis (9). Die Städte Darmstadt und Heidelberg sind kreisfreie Großstädte und liegen kurioser Weise nach den Einwohnerzahlen von 2022 genau hintereinander auf Platz 51 und 50 in der nach Einwohnern sortierten Liste der Großstädte in Deutschland mit 30 Einwohnern Unterschied.

## Verwandtschaft mit dem Burgensteig
Eng verwandt ist der Blütenweg mit dem Qualitätswanderweg Burgensteig (HW73), der auch entlang der Bergstraße verläuft, aber meist in höheren Lagen, um die Burgen und Schlösser entlang der Bergstraße zu besuchen.
Etliche Kilometer verläuft der Burgensteig sogar auf der identischen Strecke mit dem Blütenweg, um sich dann wieder weiter in den Osten des Odenwalds zu verabschieden.
Entgegen der Behauptung mancher Quellen ist der Blütenweg im Gegensatz zum Burgensteig jedoch kein Qualitätswanderweg. Nur vier der 55 Hauptwanderwege des OWK wurden vom Deutschen Wanderverband mit dem Gütesiegel „Qualitätswege Wanderbares Deutschland“ versehen. Eines der neun Kernkriterien ist die Naturbelassenheit der Wege. Weil der Blütenweg zu einem großen Anteil auf asphaltiertem Untergrund verläuft, ist bei der aktuellen Wegführung ein solches Gütesiegel ausgeschlossen.
Obwohl der Burgensteig nur den Bereich zwischen Darmstadt-Eberstadt und Heidelberg abdeckt (also die letzten vier Ortschaften des Blütenwegs auslässt), kommt er auf eine größere Gesamtstrecke von circa 120 km. Das liegt daran, dass der Burgensteig sich weiter als der Blütenweg von der Bergstraße entfernt.

### Blütenweg-Burgensteig-Schleifen
Blütenweg und Burgensteig für sich alleine eignen sich nicht für Rundwanderungen als Tagestouren, da sie als Fernwanderwege konzipiert sind. Abhilfe schaffen die sogenannten Blütenweg-Burgensteig-Schleifen. Hier macht sich der Wanderer zunutze, dass sich Blütenweg und Burgensteig häufig begegnen. Startpunkt der Blütenweg-Burgensteig-Schleifen sind die Schnittpunkte von Burgensteig und Blütenweg. Vom Startpunkt aus folgt man dem Blütenweg nach Norden oder Süden bis man erneut auf der Burgensteig trifft und wählt dann diesen, um zum Ausgangspunkt zurückzukehren. Auf diese Weise erhält man zahlreiche ausgeschilderte Rundwanderwege mit keinem doppelten Wegeabschnitt, die sich gut als Tages- bzw. Halbtagestouren eignen.
Folgt man einer Blütenweg-Burgensteig-Schleife in entgegengesetzter Richtung, läuft also zunächst den Burgensteig und kommt dann über den Blütenweg wieder zum Ausgangspunkt zurück, handelt es sich um eine Burgensteig-Blütenweg-Schleife.

## Blühende Bergstraße
Das im Jahr 2010 ins Leben gerufene Projekt Blühende Bergstraße (damals noch unter dem Decknamen ILEK für Integriertes Ländliches Entwicklungskonzept) macht sich zum Programm, die einmalige Kulturlandschaft der Bergstraße zu bewahren und zu entwickeln. Es kümmert sich um den badischen Teil des Blütenwegs zwischen Laudenbach und Dossenheim. So wurden im Rahmen des Projektes viele Obstbäume gepflanzt und der Blütenweg durch zahlreiche Maßnahmen aufgewertet. In der Mitte der 2010er Jahre hat man sich dann dazu entschieden, den Streckenverlauf der Blütenwegs zwischen Laudenbach und Dossenheim anzupassen, um der neugepflanzen Blütenlandschaft Rechnung zu tragen. Der ursprüngliche Verlauf, der vorher mehr durch den besiedelten Bereich der besagten Gemeinden führte, wurde nun größtenteils weiter nach oben gelegt, um dem Wanderer mehr Weinberge und Streuobstwiesen präsentieren zu können.

### Blütenwegfest
Seit 2016 veranstaltet der Verein Blühende Bergstraße e.V. jährlich im April das sogenannte Blütenwegfest. In den Jahren 2020, 2021 und 2022 fiel es pandemiebedingt aus.

#### Blütenwegfest 2016
Das erste Blütenwegfest fand am 23. und 24. April 2016 statt und war damals noch als einmalige Veranstaltung zur offiziellen Eröffnung der neuen Blütenwegführung gedacht. Aufgrund der guten Resonanz entschied man im Nachhinein, das Fest jährlich zu wiederholen.

#### Blütenwegfest 2017
Das zweite Blütenwegfest fand am 23. April 2017 zwischen 11:00 Uhr und 18:00 Uhr statt und wurde von circa 6000 Besuchern besucht. Als Feststrecke diente der Blütenwegabschnitt zwischen dem Weinheimer Schlosspark und der Großsachser Talstraße. Rund 65 Vereine, Institutionen, Initiativen und Einzelakteure aus den Bergstraßengemeinden von Laudenbach bis Dossenheim waren für das Programm verantwortlich.

#### Blütenwegfest 2018
Das dritte Blütenwegfest fand am 8. April 2018 zwischen 11:00 Uhr und 18:00 Uhr statt und wurde laut Schätzung der Veranstalter von 12.000 Besuchern besucht. Als Feststrecke diente der circa acht Kilometer lange Blütenwegabschnitt zwischen dem Friedhof Laudenbachs und der Bachgasse Sulzbachs.

#### Blütenwegfest 2019
Das vierte Blütenwegfest fand am 14. April 2019 statt. Als Feststrecke diente der Blütenwegabschnitt von Großsachsen bis Dossenheim.

#### Blütenwegfest 2020 (abgesagt)
Das Blütenwegfest 2020 war für den 5. April 2020 zwischen 11:00 Uhr und 17:00 Uhr geplant. Als Feststrecke sollte wie 2017 der Blütenwegabschnitt zwischen dem Weinheimer Schlosspark und der Großsachser Talstraße dienen. An 40 Stationen sollten fast 80 Partner mitwirken. Coronabedingt musste das Fest dann abgesagt werden und fand nicht statt.

#### Blütenwegfest 2023
Das fünfte Blütenwegfest ist für den 16. April 2023 (Quasimodogeniti) von 11:00 Uhr bis 17:00 Uhr geplant und stellt die erste Austragung des Festes mit Corona dar. Man hofft, an die Besucherzahlen der Vorcoronajahre mit bis zu 10.000 Besuchern anschließen zu können. Damit gehört es zu den größten Natur-Veranstaltungen der Region. Als Feststecke ist im Jahr 2023 der gut acht Kilometer lange Blütenwegabschnitt zwischen dem Friedhof Laudenbachs und der Bachgasse Sulzbachs ausgewählt worden. Entlang des Weges werden die Besucher mit rund 70 Ständen zum Erleben und Genießen, mit Projekten und Aktionen, Ausstellungen, mit Kinderprogramm, vielen Informationen und Gesprächspartnern, mit Musik und guter Laune empfangen.
Das vielseitige Angebot wird von den Veranstaltern in die folgenden acht Kategorien eingeteilt:
- Natur und Landschaft
- Kinderangebote
- Tiere
- Regionale Produkte (zum Mitnehmen)
- Essen und Trinken
- Informationen
- Geologie und Geschichte
- Musik und Kunst

Dieses Jahr verzichten die Veranstalter bewusst im Gegensatz zu den Vorjahren auf einen Shuttleservice. Sie sind der Auffassung, dies sei nun nicht mehr vonnöten, da seit der Einrichtung des Haltepunkts Sulzbach mit der Bahnstrecke Frankfurt am Main–Heidelberg ein leistungsstarkes Angebot bestehe.

#### Blütenwegfest 2024
Das sechste Blütenwegfest soll wie bereits im Vorjahr an Quasimodogeniti (also am 7. April 2024) von 11:00 Uhr bis 17:00 Uhr stattfinden. Als Feststrecke dient dieses Mal der circa 10 km lange Blütenwegabschnitt zwischen der OEG-Station Großsachsen Süd und Dossenheim Nord, umfasst also die Gemeinden Hirschberg an der Bergstraße, Schriesheim und Dossenheim.

#### Blütenwegfest 2025
Das siebte Blütenwegfest fand am 13. April 2025 von 11:00 Uhr bis 17:00 Uhr statt.